# Bandihalli, Hassan
Bandihalli là một làng thuộc tehsil Hassan, huyện Hassan, bang Karnataka, Ấn Độ.